# Molnár Gergely András
Molnár Gergely András (Kiskundorozsma, 1897. november 16. – 2006. március 22.) halálakor a legidősebb magyar ember; 2012-ig az ismert leghosszabb életű magyar férfi (ekkor Gallai Rezső megdöntötte a rekordját), 108 évet és 116 napot élt. Harcolt az I. és a II. világháborúban is. A 108. születésnapján vette át a Honvédelmi Minisztérium kitüntetését. Ő volt Magyarország utolsó I. világháborús katonája.